# 크리시포스 (신화)

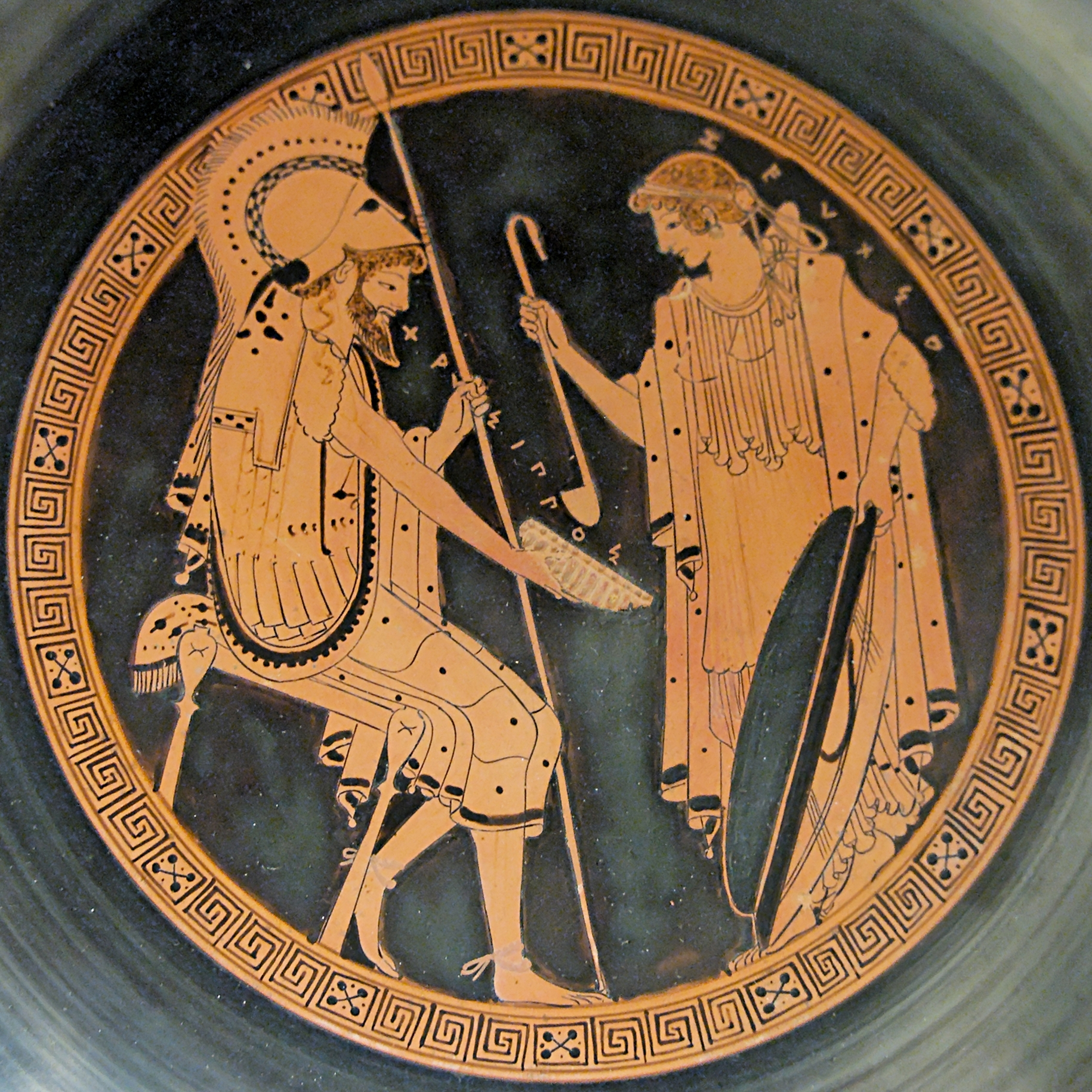

크리시포스는 피사 왕 펠롭스와 님프 악시오페 혹은 다나이스 사이의 사생아이다. 크리시포스의 죽음에 관해서 여러 가지 서로 다른 형태의 전승이 있다.

## 라이오스의 겁탈과 자살
테바이 왕자 라이오스가 피사에 몸을 의탁하던 시절, 라이오스는 소년 크리시포스를 네메아에서 열리는 운동 경합에 참가하도록 데려다 준다는 핑계로 그를 데리고 나와 테바이로 납치한 뒤 겁탈했다. 이 일로 인해 그와 그의 도시, 가족은 나중에 신들에 의해 벌을 받게 된다. 페이산드로스를 출전으로 언급하는 한 작가는 크리시포스가 수치심 때문에 자살했다고 말한다.

## 아트레우스와 티에스테스, 히포다메이아에 의한 살해
헬라니코스와 투키디데스는 크리시포스가 이복형 아트레우스와 티에스테스에 의해 살해당했다고 전한다. 아트레우스와 티에스테스 형제의 어머니 히포다메이아는 펠롭스가 크리시포스를 예뻐하여 자신의 아들들이 아닌 크리시포스에게 왕위를 줄까 봐 두려워했고, 아들들을 시켜 크리시포스를 죽이게 했다. 형제는 크리시포스를 우물에 던져 죽였다. 이 일로 히포다메이아와 두 형제는 펠롭스에 의해 추방당해 미케네에 몸을 의탁하게 되었고, 히포다메이아는 거기서 스스로 목을 매었다. 

또 어떤 전승에서는 히포다메이아가 아들들을 위해 직접 크리시포스를 죽였다고 전한다. 히포다메이아는 라이오스가 크리시포스를 겁탈하고 잠들기를 기다렸다가 라이오스의 칼로 크리시포스를 찔렀다. 그러나 크리시포스는 즉사하지 않았고, 아버지 펠롭스가 올 때까지 버텼다가 진짜 범인이 히포다메이아라는 사실을 알릴 수 있었다고 한다.

## 문학 작품
그리스의 비극 작가 에우리피데스는 크리시포스의 죽음을 다룬 '크리시포스'라는 제목의 희곡을 썼는데, 지금은 전해지지 않는다.

## 같이 보기
- 라이오스